# Funkcja aproksymująca
Funkcja aproksymująca – funkcja {\displaystyle F(x),} która aproksymuje, tj. przybliża funkcję (nieznaną jawnie) {\displaystyle f(x).}
Najczęściej stosowana jest funkcja wielomianowa:
{\displaystyle F(x)=A_{0}\phi _{0}+A_{1}\phi _{1}+\ldots +A_{m}\phi _{m},}
gdzie {\displaystyle \phi _{i}} jest wielomianem ortogonalnym stopnia {\displaystyle i,} a współczynniki {\displaystyle A_{i}} są tak dobrane, by minimalizować wyrażenie: {\displaystyle ||f(x)-F(x)||,} będące normą.